# Slaget vid Willstätt
Slaget vid Willstätt utkämpades under det trettioåriga kriget nära fristaden Strasbourg i det tysk-romerska riket. Efter att ha åstadkommit ett hårt nederlag mot den svenska armén i slaget vid Nördlingen i september tågade de katolska arméerna in i det svenskockuperade södra Tyskland. Vid Willstätt besegrade den katolska armén under befäl av hertig Karl IV av Lothringen och general Johann von Werth den svenska under befäl av tyskarna Rhengreven av Salm-Kyrburg-Mörchingen, hertigen av Württemberg och markgreven Baden-Durlach. Striden varade i tre timmar. 2 000 svenska soldater stupade på slagfältet och stora delar av den svenska armén retirerade. Rhengreven Otto räddade sitt liv genom att fly in till Strasbourg.